# Campethera notata
El pito de Knysna (Campethera notata) es una especie de ave piciforme perteneciente a la familia Picidae endémica de Sudáfrica.

## Subespecies
Se reconocen dos subespecies
- Campethera notata notata
- Campethera notata relicta

## Distribución
Esta especie es endémica del sur de Sudáfrica.